# Jason Wiles
Jason Austin Wiles (Kansas City, Missouri, 25 april 1970) is een Amerikaans acteur. 

## Levensloop
Wiles groeide op in Lenexa in de Amerikaanse staat Kansas. Na school werkte hij in 1990 op de filmset van de film Mr. & Mrs. Bridge, die toentertijd in Kansas City werd opgenomen. 
Wiles verhuisde naar Los Angeles en begon met rollen in reclamespots. Zijn grote doorbraak kwam met zijn rol als Colin Robbins in de serie Beverly Hills, 90210, die hij speelde in 1995 en 1996.
Daarna speelde hij van 1999 tot 2005 ook een grote rol in de televisieserie Third Watch als politieman Maurice Boscorelli. 
In 2002 begon hij ook met het schrijven en regisseren voor theater en film. 

## Filmografie
- 2024 - The Rookie als Jeff Budney - televisieserie (1 afl.) seizoen 6 afl 4
- 2010 - Persons Unkwon als Joe Tucker - televisieserie (13 afl.)
- 2010 - Castle als Damian Westlake (1 afl.)
- 2006 - 2010 - Criminal Minds als Ben McBride - televisieserie (2 afl.)
- 2009 - The Stepfather als Dylan Bennet - film
- 2008 - In Plain Sight als detective Robert Patrone - televisieserie (1 afl.)
- 2008 - Living Hell als Glenn Freeborn - televisiefilm
- 2007 - Zodiac als laboratoriumassistent Dagitz - film
- 2007 - Army Wives als sergeant Peter Belgrad - televisieserie (2 afl.)
- 2006 - Six Degrees als Charlie - televisieserie (1 afl.)
- 2006 - A House Divided als Tom Sampson - televisiefilm
- 2005 - Commander in Chief als Alex Williams - televisieserie (4 afl.)
- 1999 - 2005 - Third Watch als politieman Maurice Boscorelli - televisieserie (131 afl.)
- 2005 - The Commuters als Eric - televisiefilm
- 2005 - Heart of the Beholder als Deetz - film
- 2002 - ER als politieman Maurice Boscorelli - televisieserie (1 afl.)
- 1999 - Matters of Consequence als Jake - film
- 1998 - To Have & to Hold als Michael McGrail - televisieserie (13 afl.)
- 1997 - Kitchen Party als Steve - film
- 1997 - Out of Nowhere als Brad Johnson - televisiefilm
- 1997 - The Underworld - televisiefilm
- 1995 - 1996 - Beverly Hills, 90210 als Colin Robbins - televisieserie (32 afl.)
- 1995 - Kicking and Screaming als Skippy - film
- 1995 - Angel's Tide - film
- 1995 - Higher Learning als Wayne - film
- 1995 - Windrunner als Greg Cima - film
- 1994 - Roadracers als Teddy Leather - televisiefilm
- 1994 - Rebel Highway als Teddy - televisieserie (1 afl.)
- 1993 - CBS Schoolbreak Special als Tony Walters - televisieserie (1 afl.)
- 1991 - Sometimes They Come Back - televisiefilm

- Gemeinsame Normdatei: 141459204
- International Standard Name Identifier: 0000 0000 8022 7731
- Library of Congress Control Number: no97026526
- Virtual International Authority File: 121574557
- WorldCat: E39PBJhRC3YWJCCjWgg9mwB3wC